# Gunnar Domeij (innebandyspelare)
Emil Gunnar Domeij, född 18 augusti 1976 i Själevads församling, Västernorrlands län, är en svensk före detta innebandymålvakt som har representerat ett antal olika klubbar. Han avslutade sin karriär 2011/2012 med Umeå City i Svenska Superligan. Säsongen 2017/2018 gjorde Gunnar Domeij en återkomst då han representerade Örnsköldsviks Innebandy i 16 matcher bland annat i ett kval till Allsvenskan

2006 vann han VM-guld när Sverige mötte Finland i final.